# Austin Pasztor
Austin William Pasztor (* 26. November 1990 in Langton, Norfolk County, Ontario) ist ein ehemaliger kanadischer American-Football-Spieler auf der Position des Offensive Tackles. Er spielte zuletzt für die Tennessee Titans in der National Football League (NFL).

## Frühe Jahre
Pasztor ging in Tillsonburg, Ontario, auf die Highschool. Später machte er seinen Abschluss an der University of Virginia in den Vereinigten Staaten.

## CFL-Draft
Pasztor wurde im Draft der Canadian Football League in der ersten Runde an vierter Stelle von den Edmonton Eskimos ausgewählt.

## NFL

### Minnesota Vikings
Pasztor unterschrieb am 29. April 2012 einen Vertrag bei den Minnesota Vikings in der National Football League. Am 31. August 2012 wurde er entlassen, als der Kader der Vikings auf 53 Mann begrenzt wurde.

### Jacksonville Jaguars
Am 17. September 2012 wurde Pasztor in den Practice Squad der Jacksonville Jaguars aufgenommen. Am 14. Dezember wurde er dann in den 53-Mann-Kader berufen. Hier spielte er noch drei Spiele in der Saison 2012 für die Jaguars. Im Oktober 2013 wurde Pastor offiziell zum startenden rechten Tackle ernannt.
Am 5. September 2015 wurde er von den Jaguars entlassen.

### Cleveland Browns
Nur einen Tag später, am 6. September 2015, wurde er von den Cleveland Browns aufgenommen und am 4. April 2016 unterschrieb er für ein weiteres Jahr bei den Browns. In der Saison 2016 bestritt er alle 16 Spiele für Cleveland.

### Atlanta Falcons
Am 19. August 2017 unterschrieb er einen Vertrag bei den Atlanta Falcons. Hier bestritt er sieben Spiele als Backup-Tackle, wurde jedoch nach dem Trainingscamp vor der Saison 2018 entlassen.

### Tennessee Titans
Nach der Verletzung ihres etatmäßigen rechten Tackles Jack Conklin verpflichteten die Tennessee Titans Pasztor am 11. Dezember 2018. Am 31. August 2019 wurde er entlassen.